# Cavalier arabe chargeant
 Cavalier arabe chargeant est un petit tableau orientaliste à l'huile sur toile que le peintre français Eugène Delacroix a réalisé pour Jacques-Denis Delaporte, daté et signé de 1832, et conservé dans une collection particulière. Il représente un cavalier arabe chargeant au galop.

## Réalisation

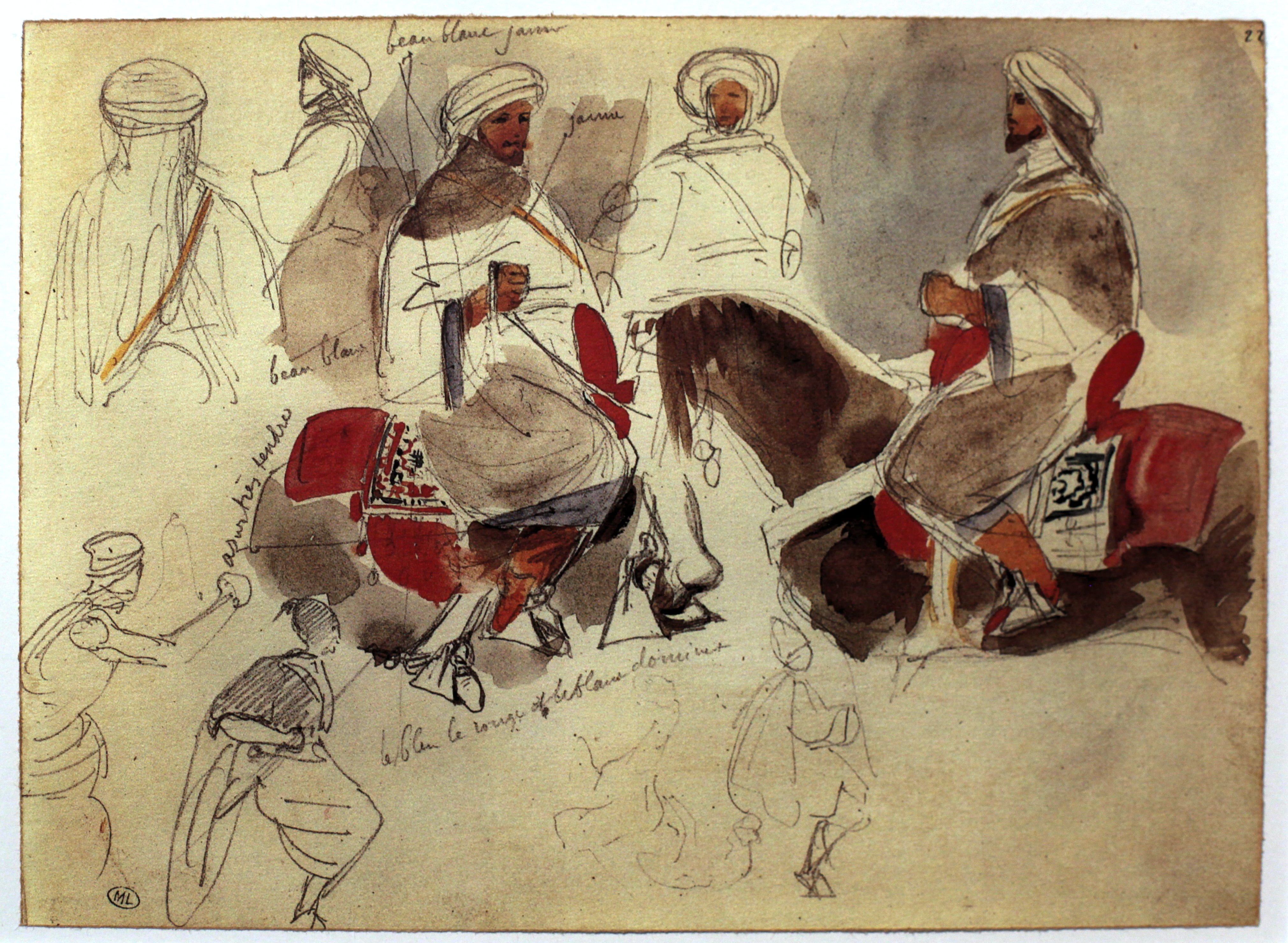
Étude de cavaliers marocains dans le carnet de voyage d'Eugène Delacroix.

Il n'existe aucune information à propos de la réalisation de ce tableau ou de sa commande, si ce n'est que Delacroix l'a offert directement en main propre au consul de France à Tanger, Jacques-Denis Delaporte, et s'est inspiré des croquis qu'il a réalisé dans son carnet de voyage au Maroc. L’œuvre est datée de 1832.

## Description
Ce petit tableau est esquissé rapidement, et comporte peu de matière. Le groupe de cavaliers visible en arrière-plan est directement recopié des carnets marocains du peintre.